# Torna vármegye

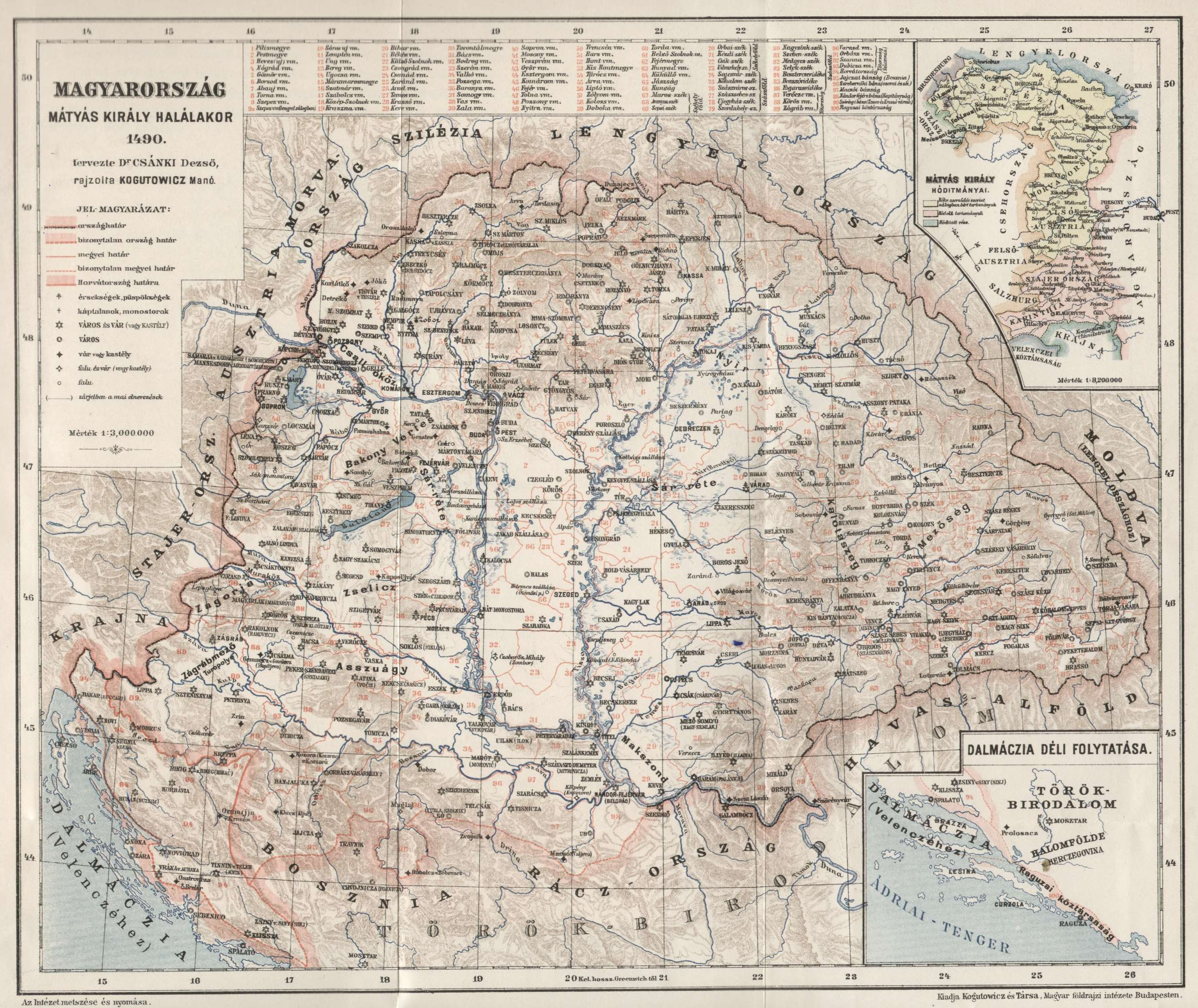
Csánki Dezső–Kogutowicz Manó: Magyarország Mátyás király halálakor

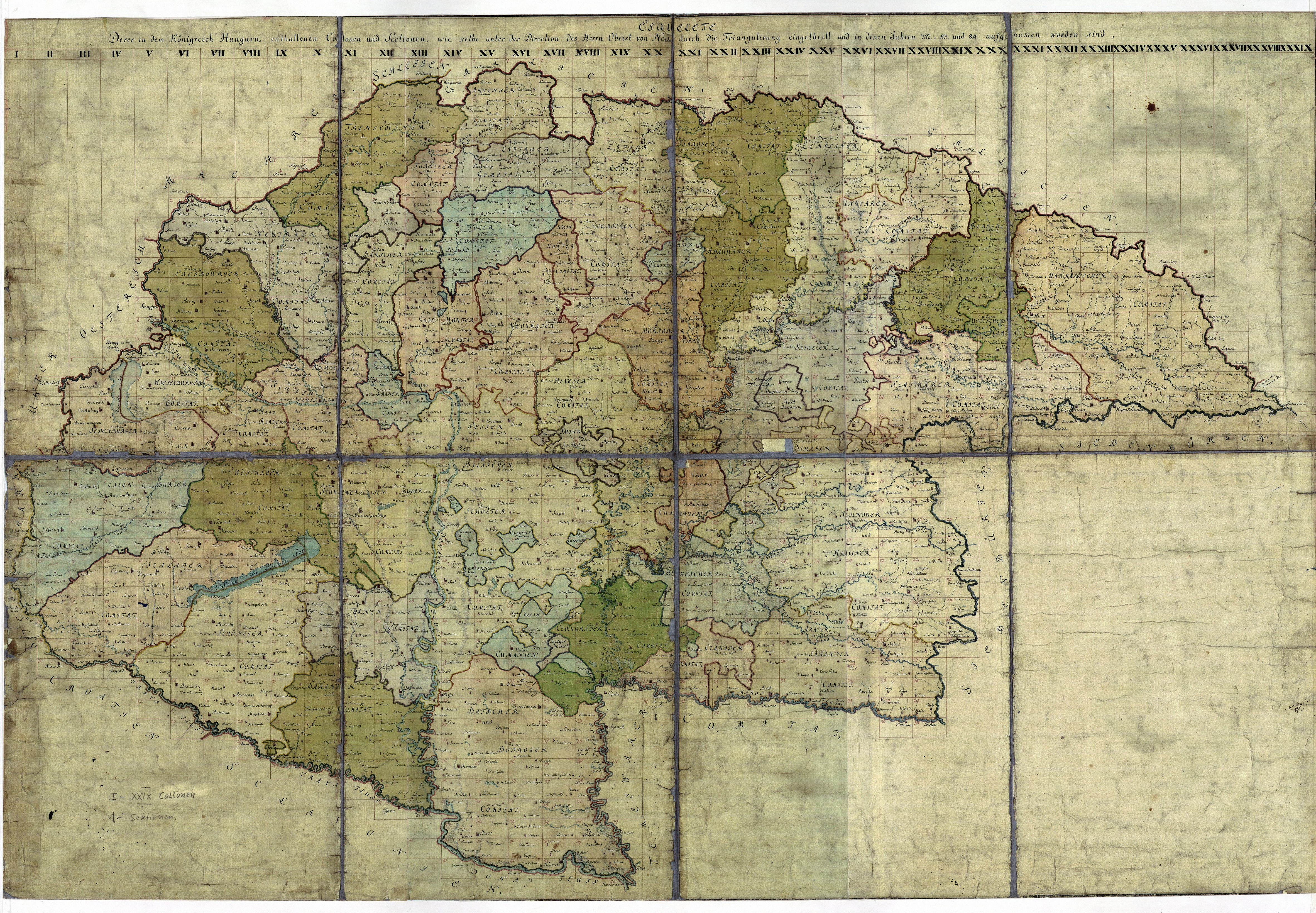
Elhelyezkedése az első katonai felmérés térképén

Torna vármegye  a Magyar Királyság legkisebb megyéjeként – kisebb megszakításokkal – a 13. századtól kezdve 1881-ig állt fenn. A vármegye területe szűkebb értelemben a Bódva völgyének felső szakaszára terjedt ki. Névadója a meredek hegyen álló tornai vár, mely a tatárjárás után épült.

## Története
Eredetileg mint Tornai erdőispánság létezett. Újvár vármegyétől a 13. század folyamán különült el.
A 18. századtól kezdve többször is felmerült a csekély területű és népességű, a vármegyei közigazgatást racionálisan fenntartani nem képes megye önállóságának megszüntetése, aminek kézenfekvő módja a szomszédos Abaúj vármegyével való egyesítés volt. Erre első ízben II. József közigazgatási reformjai kapcsán került sor (1785–1790), másodszor az 1848–49-es forradalom és szabadságharc leverése utáni abszolutista kormányzás idején (1850–1860), utoljára és immáron a magyar országgyűlés által törvényesítve pedig 1881-ben egyesült a két megye Abaúj-Torna néven.
Torna vármegyéhez megszűnése előtt 42 község tartozott, melyek két járásba voltak beosztva: Felső (ebben volt Torna), és Alsó járásba. 1881-ben közülük hetet Gömör és Kis-Hont vármegyéhez csatoltak, a többi az egyesüléssel létrejött Abaúj-Tornához került, ahol annak Tornai járását alkották Torna székhellyel, kiegészítve néhány abaúji településsel.
A trianoni békeszerződés 1920-ban az egykori 42 településből csak 21-et hagyott Magyarországon. Ezek továbbra is Abaúj-Torna vármegye Tornai járásához tartoztak, de ennek székhelye a Csehszlovákiához került Torna helyett Bódvaszilas lett. A másik 21 községet, köztük az 1881-ben Gömörhöz csatolt hét falut Csehszlovákia kapta. Ma Szlovákiában a Kassai kerület Rozsnyói és Kassa-vidéki járásához tartoznak.
1938 és 1944 között az első bécsi döntés alapján az egykori megye egész területe átmenetileg ismét Magyarországhoz tartozott, közigazgatási beosztása is az 1920 előttivel azonos volt.
A magyarországi rész 1950 óta Borsod-Abaúj-Zemplén megyéhez tartozik, azon belül az Edelényi járáshoz, 1984-től az Edelényi nagyközségkörnyékhez, majd 1994-től az Edelényi kistérséghez.
|  |  |  |

## Települések
| - Áj - Ájfalucska - Barka - Becskeháza - Bódvalenke - Bódvarákó - Bódvaszilas - Bódvavendégi - Derenk - Dernő - Dobódél - Égerszög - Hárskút - Hidvégardó | - Jablonca - Jósvafő - Kiskovácsvágása - Komjáti - Körtvélyes - Lucska - Méhész - Perkupa - Szádalmás - Szádelő - Szádudvarnok - Szádvárborsa - Szilice - Szin | - Szinpetri - Szögliget - Szőlősardó - Teresztenye - Torna - Tornabarakony - Tornagörgő - Tornahorváti - Tornakápolna - Tornanádaska - Tornaszentandrás - Tornaújfalu - Varbóc - Zsarnó |

## Külső hivatkozások
- Tornavidék.info Archiválva 2012. július 12-i dátummal a Wayback Machine-ben – Turisztikai honlap
- Torna vármegye térképe 1427-ben[halott link]